# Svanträsket (Arvidsjaurs socken, Lappland, 728742-168805)
Svanträsket är en sjö i Arvidsjaurs kommun i Lappland och ingår i Åbyälvens huvudavrinningsområde. Sjön har en area på 0,164 kvadratkilometer och ligger 372,1 meter över havet.

## Delavrinningsområde
Svanträsket ingår i det delavrinningsområde (728781-168518) som SMHI kallar för Utloppet av Laukersjön. Medelhöjden är 375 meter över havet och ytan är 35,3 kvadratkilometer. Det finns ett avrinningsområde uppströms, och räknas det in blir den ackumulerade arean 41,13 kvadratkilometer. Laukersjöbäcken som avvattnar avrinningsområdet har biflödesordning 2, vilket innebär att vattnet flödar genom totalt 2 vattendrag innan det når havet efter 136 kilometer. Avrinningsområdet består mestadels av skog (51 procent). Avrinningsområdet har 11,58 kvadratkilometer vattenytor vilket ger det en sjöprocent på 32,8 procent.